# Christian Rau
Pour les articles homonymes, voir Rau.
Christian Rau, en latin Ravius, (1613-1677) fut un orientaliste allemand.
Il était fils d'un pasteur de Berlin. Ayant longtemps voyagé en Orient, il en rapporta plus de deux mille manuscrits précieux. Il professa les langues orientales en Hollande, en Angleterre, à Upsal, à Kiel, à Francfort-sur-l'Oder.
Il laissa, entre autres ouvrages : 
- une traduction latine des livres V, VI, VII des Sections coniques d'Apollonios de Perga, d'après une version arabe,
- une Grammaire générale des langues hébraïque, chaldaïque, syriaque, arabe, éthiopienne, Londres, 1650,
- une Chronologie de la Bible, 1653, qui fut fort attaquée.